# マイポンガ
マイポンガは、サウスオーストラリア州ヤンカリラ市の町である。2016年の国勢調査によると、マイポンガには744人、うち中心部には393人居住している。マイポンガはメイヨー選挙区、モーソン州選挙区に属している。

## 歴史
最初にこの地に移住し開拓したのは、コン・ポルデン(Con Polden)とメアリー・ウィンザー(Mary Windsor)(1840年頃)夫妻とその子であった。彼らはイングランド南西部のウィルトシャーから移住してきた。マイポンガは1858年にハンドレッドオブマイポンガ(Hundred of Myponga)の521平方マイル区画の一連の土地購入から始まり、それが集落となった事から成立した。1939年、分譲地が521平方マイル区画に造営された。地方の境界は1999年8月5日、伝統的な名前に因んで制定された。

## 関連記事
- マイポンガ貯水池（英語版）
- ニクソン・スキナー自然保護公園（英語版）
- ヤルテ自然保護公園（英語版）